# Prix national de littérature (Chili)
Le prix national de littérature du Chili (en espagnol : Premio Nacional de Literatura de Chile), est un prix littéraire bisannuel attribué par le ministère chilien de l'Éducation à un auteur chilien pour récompenser l'ensemble de son œuvre littéraire, quel qu'en soit le genre.

## Histoire
Le prix national de littérature fait partie des Prix nationaux du Chili (es) et est considéré comme le plus prestigieux prix de littérature du pays.
Il a été créé le 20 novembre 1942 pendant la présidence de Juan Antonio Ríos. C'est une année particulière, puisqu'il s'agit des 100 ans du Mouvement littéraire de 1842,.

« Le prix tient ses origines de la préoccupation née de la Société des écrivains pour l'orphelinat social dans lequel vivaient les écrivains chiliens. Cet orphelinat faisait référence à l'incapacité de vivre de ses droits éditoriaux et d'être les seuls travailleurs qui n'étaient pas protégés par les lois prévisionnelles et qui ne disposaient pas de droits d'assistance, une situation qui perdure, avec de rares exceptions, de nos jours,. »

Sous le gouvernement précédent, en 1940, la SECH avait obtenu des avancées considérables en vue de ce projet de loi, mais la mort d'Aguirre Cerda mit en suspens le processus,. Quand Antonio Ríos fait voter la loi, la SECH est composée des plus prestigieux écrivains du pays, puisque Jerónimo Lagos Lisboa (es) en est le président et que les directeurs sont Rubén Azócar (es), Nicanor Parra, Manuel Rojas et Francisco Coloane.
Le prix était à l'origine décerné par un jury composé de membres de la SECH « pour une vie entière consacrée à l'exercice des lettres » et consiste en un diplôme, une somme indivisible d'argent et une pension à vie,,. Le prix est décerné chaque année depuis sa première cérémonie en 1942 par un jury composé du recteur de l'Université du Chili, un représentant du ministère de l'Éducation et un représentant de la SECH.
En 1960, le nombre de membres du jury augmente : un autre représentant de la Société des écrivains ainsi qu'un autre membre de l'Académie de la langue obtiennent un siège supplémentaire.
Mais le 8 janvier 1972, le prix devient bisannuel. Par ailleurs, le jury change : il est désormais constitué du recteur de l'Université du Chili, d'un représentant de l'Académie chilienne de la langue, de deux représentants des écrivains — l'un étant désigné par le PEN club du Chili et l'autre par la Société des écrivains — ainsi que du représentant du Ministère de l'Éducation. Ainsi, le prix national de littérature n'est pas décerné en 1973, et le 10 octobre 1974, le Diario Oficial confirme, au moyen d'un Decreto Ley (décret loi), la périodicité du prix, précise les genres littéraires reconnus — poésie, roman, conte, théâtre, essai et critique littéraire — en spécifiant qu'il devait y avoir une alternance entre les genres d'une année sur l'autre (art. 7), et que le candidat, avec l'aide de l'institution qu'il représente, devait présenter un dossier expliquant ses mérites.
En septembre 1992, grâce à la loi no 19169, le Ministère de l'Éducation promeut de nouvelles reformes, notamment le fait qu'un candidat peut être choisi indépendamment de son genre littéraire de prédilection que « le jury est souverain dans la sélection des postulants », qui n'ont plus besoin de présenter de dossier expliquant leurs mérites — bien que la pratique demeure. La composition du jury est également modifiée : les deux représentants des écrivains sont remplacés par un autre académicien ; il est donc composé de 4 personnes et le représentant du Ministère de l'Éducation décide du lauréat en cas d'égalité. Par ailleurs, le système de rétribution est lui aussi modifié : l'article no 17 stipule que le prix consiste en un diplôme, une somme de 6 562 457 pesos (qui se réajuste tous les ans selon l'indice du coût de la vie) ainsi que d'une pension à vie de 20 unités tributaires mensuelles.
La SECH mène depuis 2010 une campagne pour redonner au prix son caractère annuel.

## Lauréats

### Première époque (1942-1972)
- 1942 – Augusto d'Halmar (es) (1882-1950), romancier et conteur ;
- 1943 – Joaquín Edwards Bello (es) (1887-1968), romancier et chroniqueur ;
- 1944 – Mariano Latorre (1886-1955), romancier et conteur ;
- 1945 – Pablo Neruda (1904-1973), poète ;
- 1946 – Eduardo Barrios (es) (1884-1963), conteur, dramaturge et romancier ;
- 1947 – Samuel Lillo (es) (1913-1999), poète et romancier ;
- 1948 – Ángel Cruchaga Santa María (es) (1893-1964), poète et chroniqueur ;
- 1949 – Pedro Prado (es) (1886-1952), poète, essayiste et romancier[7] ;
- 1950 – José Santos González Vera (es) (1897-1970), romancier ;
- 1951 – Gabriela Mistral (1889-1957), poétesse
- 1952 – Fernando Santiván (es) (1886-1973), romancier et conteur[8] ;
- 1953 – Daniel de la Vega (es) (1992-1971), poète, dramaturge, chroniste et romancier[9] ;
- 1954 – Víctor Domingo Silva (es) (1882-1960), poète, dramaturge et romancier ;
- 1955 – Francisco Antonio Encina (1874-1965), essayiste ;
- 1956 – Max Jara (es) (1886-1965), poète[10] ;
- 1957 – Manuel Rojas (1896-1973), romancier ;
- 1958 – Diego Dublé Urrutia (es) (1877-1967), poète ;
- 1959 – Hernán Díaz Arrieta (es) (« Alone ») (1891-1984), essayiste[11] ;
- 1960 – Julio Barrenechea (es) (1910-1979), poète et romancier ;
- 1961 – Marta Brunet (1897-1967), romancière et conteuse[12] ;
- 1962 – Juan Guzmán Cruchaga (es) (1895-1979), poète ;
- 1963 – Benjamín Subercaseaux (1902-1973), romancier et essayiste ;
- 1964 – Francisco Coloane (1910-2002), conteur et romancier ;
- 1965 – Pablo de Rokha (1894-1968), poète et essayiste ;
- 1966 – Juvencio Valle (es) (1900-1999), poète ;
- 1967 – Salvador Reyes Figueroa (es) (1899-1970), romancier et conteur ;
- 1968 – Hernán del Solar (es) (1901-1985), essayiste, poète, romancier et conteur infantile ;
- 1969 – Nicanor Parra (1914-2018), poète ;
- 1970 – Carlos Droguett (es) (1912-1996), romancier et conteur ;
- 1971 – Humberto Díaz Casanueva (es) (1906-1992), poète ;
- 1972 – Edgardo Garrido (es) (1888-1976), romancier.

### Dictature militaire (1974-1988)
- 1974 – Sady Zañartu (es) (1893-1983), romancier et conteur militaire ;
- 1976 – Arturo Aldunate Phillips (es) (1902-1985), diffuseur scientifique et poète[13] ;
- 1978 – Rodolfo Oroz (es) (1895-1997), auteur d'un dictionnaire, linguiste — prix très contesté[14] ;
- 1980 – Roque Esteban Scarpa (es) (1914-1995), romancier et essayiste ;
- 1982 – Marcela Paz (1902-1985), romancière infantile ;
- 1984 – Braulio Arenas (1913-1988), poète, dramaturge et romancier ;
- 1986 – Enrique Campos Menéndez (es) (1914-2007), romancier et auteur des proclamations et discours militaires de Pinochet dans les premières années de la dictature[15];
- 1988 – Eduardo Anguita (1914-1992), poète ;

### Deuxième période démocratique (depuis 1990)
- 1990 – José Donoso (1924-1996), romancier ;
- 1992 – Gonzalo Rojas (1917-2011), poète ;
- 1994 – Jorge Edwards (1931-), romancier et conteur ;
- 1996 – Miguel Arteche (es) (1926-2012), poète, romancier et essayiste[16],[17] ;
- 1998 – Alfonso Calderón (es) (1930-2009), poète, romancier et essayiste ;
- 2000 – Raúl Zurita (1950-), poète ;
- 2002 – Volodia Teitelboim (1916-2008), essayiste ;
- 2004 – Armando Uribe (1933-2020), poète ;
- 2006 – José Miguel Varas (es) (1928-2011), romancier et conteur ;
- 2008 – Efraín Barquero (es) (1931-), poète ;
- 2010 – Isabel Allende (1942-), romancière ;
- 2012 – Óscar Hahn (1938-), poète ;
- 2014 – Antonio Skármeta (1940-), romancier ;
- 2016 - Manuel Silva Acevedo (1942-), poète ;
- 2018 - Diamela Eltit (1949-), romancière, essayiste ;
- 2020 - Elicura Chihuailaf (1952-), poète ;
- 2022 - Hernán Rivera Letelier[18] (1950-), romancier ;
- 2023 - Freddy Antonio de Jesús Bretón Martínez (es) (1947-), poète.